# Zbigniew Olejnik

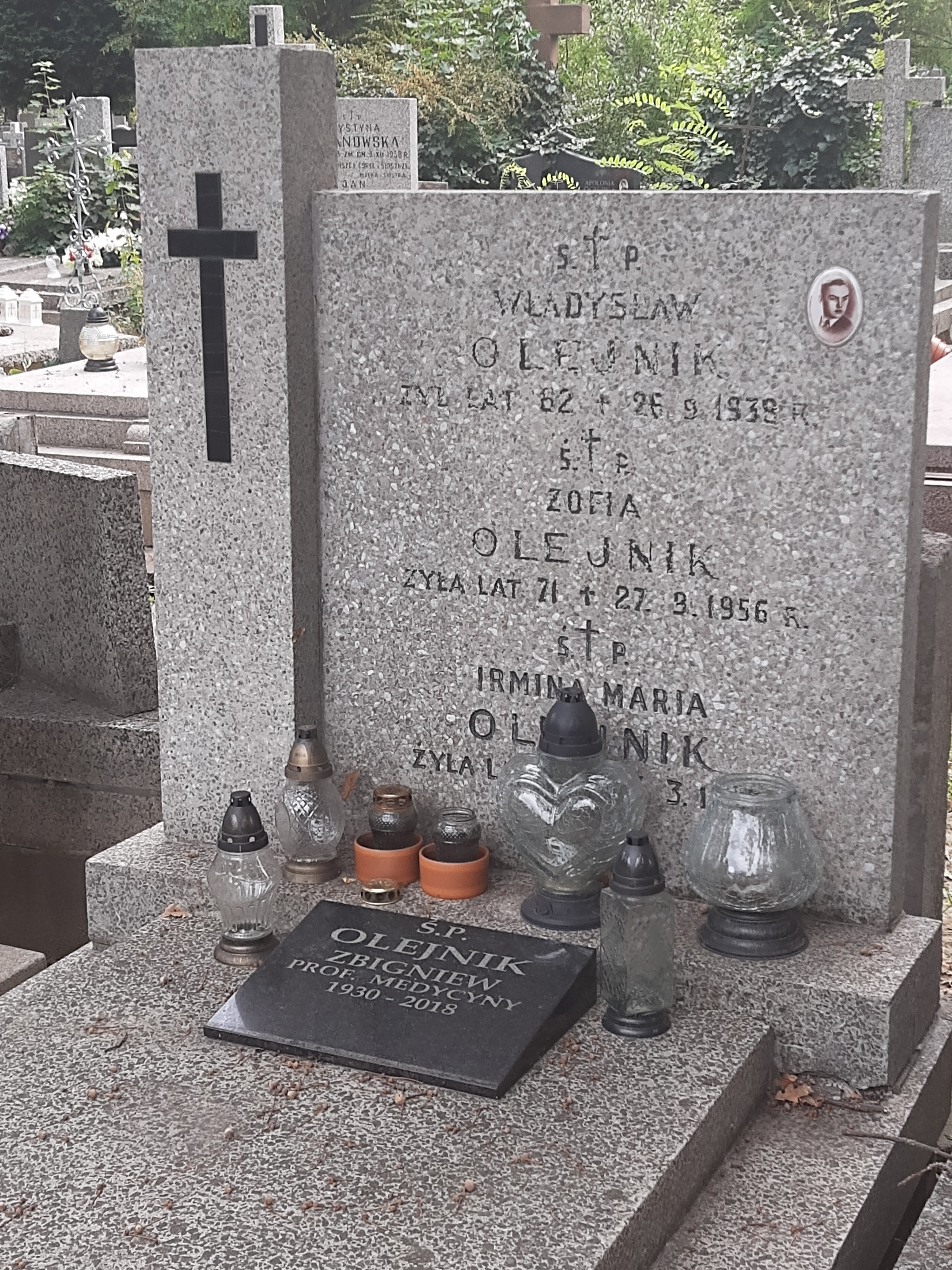
Grób prof. Zbigniewa Olejnika na cmentarzu Bródnowskim

Zbigniew Olejnik (ur. 31 marca 1930 w Warszawie, zm. 24 lutego 2018) – polski lekarz, profesor zwyczajny nauk medycznych. Był wieloletnim kierownikiem Kliniki Chorób Zakaźnych dla Dorosłych Warszawskiego Uniwersytetu Medycznego.
Został pochowany na cmentarzu bródnowskim (kwatera 34I-6-20).